# 拿古納
拿古納巴(梵文：Nirgunapa)，或譯拿古納、尼古纳，印度大乘密宗人士，八十四成就者之一。

## 簡介
拿古納在印度的鋪瓦德薩國的低種姓人家。因為非常的懶惰，啥事都不會做。因此，大家都叫他「拿古納」，也就是「沒有任何特質的人」。他的父母看見自己辛苦拉拔大的孩子什麼都不會做，傷心的對尼古納說後悔將他生下來。拿古納傷心之餘，獨自離開了家，躺在城郊的一棵樹下發呆。
一位瑜珈士經過，看見躺在樹下的拿古納餓得慌，約他一同乞食，卻遭拒絕。瑜珈士乞食回來，看見尼古納餓得臉色蒼白，便分一半給他，並給予他灌頂，並教導他結合空性和顯現的教法。拿古納接受了教導後，就開始了乞食維生的修行生活，也由此得到了成就。證悟大手印之後，進入空行的淨土。